# Chaim Michael Dov Weissmandl
Chaim Michael Dov Weissmandl (hebräisch חיים מיכאל דב וויסמנדל, geboren 25. Oktober 1903 in Debrecen, Österreich-Ungarn; gestorben 29. November 1957 in Mount Kisco bei New York) war ein orthodoxer Rabbiner, jüdischer Gelehrter und Autor (sein bekanntestes Werk: Min Hamezar), Rosch Jeschiwa und Schtadlan, der berühmt wurde als Retter der Juden der Slowakei während der Zeit des Holocaust. Dank seiner Bemühungen wurden die Massendeportationen slowakischer Juden von 1942 auf 1944 verschoben.

## Leben
Er wurde als Sohn des Yosef Weissmandl in Ungarn geboren. Wenige Jahre später zog die Familie nach Tyrnau in der heutigen Slowakei. 1931 zog er nach Nitra, um unter Rabbi Shmuel Dovid Ungar zu studieren, dessen Tochter, Bracha Rachel, er im Jahre 1937 heiratete.
Weissmandl war Philosophiestudent an der University of Oxford und hatte sich am 1. September 1939 freiwillig gemeldet, um als Agent der Agudath Israel Weltorganisation in die Slowakei zurückzukehren. Als die Deutschen im Frühjahr 1942 begannen slowakische Juden nach Auschwitz zu deportieren, gründete er gemeinsam mit seiner Cousine Gisi Fleischmann unter dem Namen „Pracovná skupina“ eine Untergrundorganisation. Dabei schmuggelten sie hunderte jüdischer Kinder über die Grenze nach Ungarn, das zu dieser Zeit noch als sicher galt. Die wichtigste Maßnahme war die Zahlung eines Bestechungsgeldes an Dieter Wisliceny in Höhe von 50.000 US-Dollar, um die Deportationen erfolgreich für den Zeitraum vom Herbst 1942 bis Oktober 1944 zu unterbinden.
Im Juli 1944 traf er Rudolf Vrba, der zusammen mit Alfréd Wetzler Ende April aus Auschwitz geflohen war, um in der Slowakei über die Vorgänge im Konzentrationslager zu berichten (Auschwitz-Protokolle) und vor der bevorstehenden Deportation der ungarischen Juden zu warnen. Weissmandl ignorierte die Warnung und ließ die ungarischen Juden in Unwissenheit, um seine eigenen Verhandlungen zusammen mit Rudolf Kasztner  nicht zu gefährden.
Wenige Wochen später wurde Weissmandl gefasst. Er konnte aus dem Zug, der ihn nach Auschwitz bringen sollte, entfliehen und gelangte im Dezember 1944 mit dem von Rudolf Kasztner ausgehandelten Zug in die Schweiz.
1946 emigrierte Weissmandl in die USA, kehrte aber noch mehrmals nach Europa zurück. Er starb 1957, stark geschwächt nach mehreren Herzanfällen.

## Werke
- Toras Chemed (Mt. Kisco, 1958)[5]
- Min HaMeitzar (Jerusalem, 1960)
- Kikayon D’Yonah

## Dokumentationen
- VERAfilm, Among Blind Fools (Videodokumentation)